# Кубок Меланезії з футболу 1994
Кубок Меланезії 1994 року — п'ятий розіграш турніру, що проходив у Вануату. В кубку брали участь п'ять збірних: Фіджі, Соломонові острови, Нова Каледонія, Вануату та Папуа Нова Гвінея. Вперше також турнір виконував функції відбіркового турніру Кубка націй ОФК 1996 року в зоні Меланезії.
Команди зіграли одна з одною по грі, а перемогу на турнірі вперше здобула збірна Соломонових Островів.

## Результати
| Збірна             | І | В | Н | П | ГЗ | ГП | О  |
| ------------------ | - | - | - | - | -- | -- | -- |
| Соломонові Острови | 4 | 4 | 0 | 0 | 10 | 1  | 12 |
| Фіджі              | 4 | 3 | 0 | 1 | 8  | 4  | 9  |
| Папуа Нова Гвінея  | 4 | 1 | 1 | 2 | 2  | 4  | 4  |
| Нова Каледонія     | 4 | 1 | 0 | 3 | 5  | 9  | 3  |
| Вануату            | 4 | 0 | 1 | 3 | 5  | 12 | 1  |

| 3 липня 1994 |

| Папуа Нова Гвінея | 3-0 | Нова Каледонія |
| ----------------- | --- | -------------- |
|                   |     |                |

| Соломонові Острови |

| 4 липня 1994 |

| Фіджі | 3-1 | Нова Каледонія |
| ----- | --- | -------------- |
|       |     |                |

| Соломонові Острови |

| 5 липня 1994 |

| Нова Каледонія | 3-2 | Вануату |
| -------------- | --- | ------- |
|                |     |         |

| Соломонові Острови |

| 5 липня 1994 |

| Соломонові Острови | 2-0 | Папуа Нова Гвінея |
| ------------------ | --- | ----------------- |
|                    |     |                   |

| Соломонові Острови |

| 6 липня 1994 |

| Соломонові Острови | 4-0 | Вануату |
| ------------------ | --- | ------- |
|                    |     |         |

| Соломонові Острови |

| 6 липня 1994 |

| Фіджі | 1-0 | Папуа Нова Гвінея |
| ----- | --- | ----------------- |
|       |     |                   |

| Соломонові Острови |

| 7 липня 1994 |

| Вануату | 1-1 | Папуа Нова Гвінея |
| ------- | --- | ----------------- |
|         |     |                   |

| Соломонові Острови |

| 7 липня 1994 |

| Соломонові Острови | 1-0 | Фіджі |
| ------------------ | --- | ----- |
|                    |     |       |

| Соломонові Острови |

| 8 липня 1994 |

| Фіджі | 4-2 | Вануату |
| ----- | --- | ------- |
|       |     |         |

| Соломонові Острови |

| 8 липня 1994 |

| Соломонові Острови | 3-1 | Нова Каледонія |
| ------------------ | --- | -------------- |
|                    |     |                |

| Соломонові Острови |

| Кубок Меланезії 1994         |
| ---------------------------- |
| Соломонові Острови 1-й титул |

Соломонові Острови отримали путівку в фінальний турнір Кубка націй ОФК 1996 року.